# Kappe
Kappe är ett gammalt svenskt rymdmått för torra varor. Måttet avskaffades 1855.
År 1515 var 1 spann = 20 kappar. Enligt 1665 års regelverk var 1 kappe = 1/32 tunna (för torra varor) =  1/16 spann = 7/4 kanna = 4,58 liter. Efter metersystemets införande i Sverige har kappe ibland kommit att användas för 5 liter.
Kappe kan även heta kappa (i plural kappor).